# Timofiej Osiotrow
Timofiej Nikołajewicz Osiotrow (ros. Тимофей Николаевич Осётров, ur. 22 stycznia 1920) – radziecki działacz partyjny.

## Życiorys
Ukończył Moskiewski Instytut Lotniczy, 1941-1947 był technologiem w fabryce. Od 1947 należał do WKP(b), 1947-1949 był II sekretarzem i I sekretarzem Kominternowskiego Komitetu Rejonowego Komsomołu w Moskwie, 1949-1954 kolejno sekretarzem, II sekretarzem i I sekretarzem Komitetu Obwodowego Komsomołu w Czelabińsku. Od 1954 pracował w aparacie KC KPZR, 1954-1970 był instruktorem, zastępcą kierownika i kierownikiem sektora KC KPZR, 1970-1983 był I zastępcą przewodniczącego Rady Ministrów Uzbeckiej SRR, a od 1983 do 7 stycznia 1986 II sekretarzem KC Komunistycznej Partii Uzbekistanu. Od 9 kwietnia 1971 do 25 lutego 1986 był członkiem Centralnej Komisji Rewizyjnej KPZR. W 1970 został deputowanym do Rady Najwyższej ZSRR.
13 grudnia 1986 został aresztowany pod zarzutem łapownictwa, poddany śledztwu, 30 maja 1989 zwolniony z aresztu. Pochowany na Cmentarzu Trojekurowskim w Moskwie.